# Stryparen på Rillington Place
Stryparen på Rillington Place (engelska: 10 Rillington Place) är en kriminalfilm från 1971 i regi av Richard Fleischer. Filmen är baserad på Ludovic Kennedys bok Ten Rillington Place från 1961, som handlar om den brittiske seriemördaren John Christie. I huvudrollerna ses Richard Attenborough, Judy Geeson, John Hurt och Pat Heywood. 

## Rollista i urval
- Richard Attenborough – John Christie
- Judy Geeson – Beryl Evans
- John Hurt – Timothy Evans
- Pat Heywood – Ethel Christie
- Isobel Black – Alice
- Robert Hardy – Malcolm Morris
- Geoffrey Chater – Christmas Humphreys
- André Morell – domare Lewis
- Sam Kydd – möbelhandlare
- Gabrielle Daye – Mrs. Lynch